# Hister circularis
Hister circularis är en skalbaggsart som beskrevs av Lewis 1889. Hister circularis ingår i släktet Hister och familjen stumpbaggar. Inga underarter finns listade i Catalogue of Life.